# Manduca extrema
Espèce
Manduca extrema est une espèce de papillons de nuit de la famille des Sphingidae, de la sous-famille des Sphinginae et de la tribu des Sphingini.

## Distribution et habitat
Distribution
L'espèce est connue  en Équateur au Venezuela et en Bolivie.

## Biologie
Les imagos volent en octobre.

## Systématique
- L'espèce Manduca extrema a été décrite par l'entomologiste sud-africain Bruno Gehlen en 1926 sous le nom initial de Protoparce extrema.

### Synonymie
- Protoparce extrema Gehlen, 1926 Protonyme